# Ricardo Sperafico
Ricardo Luiz Sperafico, (Toledo, Paraná, 23 de julho de 1979) é um automobilista brasileiro.

## Trajetória esportiva
Iniciou sua carreira no kart e em 1997 partiu para a Grã Bretanha, onde correu na Fórmula Ford local. No ano 2000 competiu na Fórmula 3000 Italiana, sagrando-se campeão na primeira temporada. Em 2001, ingressou na F-3000 Internacional pela equipe Petrobras Júnior. Após três temporadas, onde conseguiu um vice-campeonato, realizou testes na equipe Williams F1, mas não logrou êxito em ingressar na Fórmula 1. Na temporada 2005 competiu na hoje extinta Champ Car pela equipe Dale Coyne, onde teve uma passagem discreta.
Em 2007 regressou ao Brasil para competir na Stock Car pela equipe WA Matheis, segundo time da equipe Medley. Teve como companheiro de equipe o paulista Guto Negrão. Marcou duas poles, no Rio de Janeiro e Buenos Aires, e subiu ao pódio no Rio, onde ficou em segundo lugar, finalizando o campeonato em 14º lugar, com 58 pontos.
Em 2008 passou a integrar a equipe Panasonic Racing, de propriedade do piloto paranaense Ricardo Zonta. Após um complicado campeonato, com a equipe ameaçada de rebaixamento, deu uma arrancada espetacular, com uma quinta colocação em Brasília e segunda colocação em Interlagos, que salvaram a equipe da queda, mantendo-o mais um ano na equipe.
Em 2009 seu irmão gêmeo, Rodrigo Sperafico, ingressou no campeonato. Foi a primeira vez que irmãos gêmeos disputaram um campeonato pela mesma equipe, garantindo algumas confusões entre os mecânicos e engenheiro.
Em 2010, após passar parte da temporada parado, volta às pistas pela equipe HotCar, substituindo Norberto Gresse, que se acidentou e quebrou a clavícula.
Em 2011 participou de algumas etapas da Stock Car pela Scuderia 111, equipe que perdeu o apoio do patrocinador no meio à temporada, e buscou em Ricardo uma ajuda para não ser rebaixada. Em sua estreia no circuito de rua de Salvador, Ricardo conquistou a pole-position, vista de forma heroica para a imprensa, dada as circunstâncias.
Em 2013, Sperafico defende a equipe Chevrolet Officer ProGP. Porém, em 19 de maio de 2013, após a etapa de Salvador, foi flagrado no exame antidoping e suspenso por 30 dias. A substância, chamada isometepteno, é encontrada no analgésico Neosaldina.